# Енфийлд (Ирландия)
Вижте пояснителната страница за други значения на Енфийлд.
Енфийлд (на английски: Enfield; на ирландски: An Bóthar Buí) е град в североизточната част на Ирландия. Намира се в графство Мийт на провинция Ленстър на около 25 km южно от административния център на графството град Наван и на 32 km северозападно от столицата Дъблин. Има жп гара открита на 28 юни 1847 г. Населението му е 2161 жители от преброяването през 2006 г. 